# Poletne paraolimpijske igre 2024
Poletne paralimpijske igre leta 2024 (francosko Jeux paralympiques d'été de 2024), znane tudi kot 17. poletne paralimpijske igre, so potekale od 28. avgusta do 8. septembra v francoskem glavnem mestu Parizu. Gre za velik multi-športni dogodek za športnike invalide, ki ga ureja Mednarodni paralimpijski komite. Za Pariz so bile to prve paralimpijske igre. Odločitev o gostiteljstvu je MOK sprejel 13. septembra 2017 na svoji letni konferenci v Limi v Peruju.

## Ponudbe
Kot del uradnega sporazuma med Mednarodnim paralimpijskim komitejem in Mednarodnim olimpijskim komitejem, ki je bil uveden leta 2001, mora zmagovalec ponudbe za poletne olimpijske igre leta 2024 gostiti tudi poletne paralimpijske igre leta 2024.
Zaradi pomislekov glede številnih mest, ki so se umaknila v postopku oddaje ponudb za zimske olimpijske igre leta 2022 in poletnih olimpijskih igrah leta 2024, so gostiteljstvo hkrati podelili za leti 2024 in 2028, in sider Los Angelesu in Parizu; izbor je potekal izrednem zasedanju MOK 11. julija 2017 v Lausanni. Obe odločbi sta bili ratificirani na 131. zasedanju MOK 13. septembra 2017.

## Igre

### Šport
Program poletnih paralimpijskih iger leta 2024 je bil objavljen januarja 2019, brez sprememb v programu iz poletnih paralimpijskih iger 2020. IPC je obravnaval ponudbe za golf, karate, para plesne športe, nogomet na otroških vozičkih ter nogomet za CP (stopal 7-vstran) in jadranje, pri čemer sta bila dva dogodka, ki sta iz programa za leto 2020, dodana programu 2024. Nogomet CP je bil izbran v obravnavo, a je bil zavrnjen zaradi nezadostnega dosega športa med ženskami (kar bi povzročilo neravnovesje med spoloma v celotnem programu).

## Prizorišča
Večina paralimpijskih dogodkov je bila v Parizu in okolici, vključno s predmestji Saint-Denis in Versailles ter Vaires-sur-Marne, ki je tik pred mestno okolico.

## Trženje

### Emblem
Emblem poletnih olimpijskih iger in paralimpijskih iger leta 2024 (stilizirana izvedba Marianne) je bil predstavljen 21. oktobra 2019 na Grand Rexu. Prvič so paralimpijske igre imele isti emblem kot ustrezne olimpijske igre, brez razlik ali sprememb. Predsednik organizatorjev Pariza 2024 Tony Estanguet je izjavil, da naj bi odločitev odražala dva dogodka, ki imata eno samo "ambicijo", in pojasnil, da "glede na dediščino verjamemo, da moramo v tej državi okrepiti mesto športa v vsakdanjem življenju ljudi, ne glede na starost, ne glede na invalidnost, da imate pri uspehu Pariza 2024 mesto in vlogo."

## Prenosi
28. avgusta 2020 je Channel 4 sporočil, da je obnovil svoje britanske medijske pravice za paralimpijske igre za pokrivanje iger 2024.

## Pregled medalj
Najuspešnejša država je bila šestič zapored Kitajska s 94 zlatimi medaljami in 220 medaljami vse skupaj. Velika Britanija je bila desetič druga, na tretjem mestu pa so bile ZDA. Gostiteljica Francija je bila osma. Prvič v zgodovini so paralimpijsko medaljo osvojili Mavricij, Nepal in paralimpijska ekipa beguncev.

## Slovenska odprava
Slovenijo je na igrah zastopalo 14 športnikov in športnic v štirih športnih panogah. Trije slovenski športniki so osvojili dve medalji:
- Franček Gorazd Tiršek (streljanje – mešano R4 10 m zračna puška stoje SH2)
- Živa Lavrinc in Dejan Fabčič (lokostrelstvo – mešano ekipno, ukrivljeni lok)